# Nyong-et-So'o
Pour les articles homonymes, voir Nyong (homonymie).
Le Nyong-et-So'o est un département situé dans la région du Centre au Cameroun. Son chef-lieu est Mbalmayo.

## Organisation territoriale
Le département est divisé en 6 arrondissements et/ou communes :
- Akoeman
- Dzeng
- Mbalmayo
- Mengueme
- Ngomedzap
- Nkolmetet